# Cantone di Thorigny-sur-Marne
Il Cantone di Thorigny-sur-Marne era una divisione amministrativa dell'arrondissement di Torcy.
È stato soppresso a seguito della riforma complessiva dei cantoni del 2014, che è entrata in vigore con le elezioni dipartimentali del 2015.
Comprendeva i comuni di:
- Bailly-Romainvilliers
- Carnetin
- Chalifert
- Chanteloup-en-Brie
- Chessy
- Conches-sur-Gondoire
- Coupvray
- Dampmart
- Guermantes
- Jablines
- Jossigny
- Lesches
- Magny-le-Hongre
- Montévrain
- Serris
- Thorigny-sur-Marne